# Filostorgio
Filostorgio (in greco Φιλοστόργιος?, Philostórghios; in latino Philostorgius; Borissus, 368 – 439) è stato uno storico bizantino, seguace dell'Arianesimo, autore di una Storia ecclesiastica, pervenuta nella Epitome di Fozio.

## Biografia
Suo padre era un eunomiano che convertì l'intera famiglia. A vent'anni, durante il regno di Arcadio si recò a Costantinopoli per completare i suoi studi. Fece molti viaggi. Incontrò Eunomio a Dakora in Cappadocia, una conoscenza che lo influenzò molto.
Filostorgio fu probabilmente lo scrittore più erudito della sua epoca, come dimostrano le tante e disparate digressioni nella sua opera.

## Storia ecclesiastica
Tra il 425 e il 433 compilò una Storia ecclesiastica in dodici libri, dall'inizio dello scisma ariano al 425. L'opera è pervenuta nel riassunto (Epitome) di Fozio, patriarca di Costantinopoli dall'853, che accusa Filostorgio di essere ariano, confondendo i termini come frequente tra gli ortodossi. Fozio tramanda diversi passi di Filostorgio, di cui lodava lo stile, pur ritenendo egli in bassa reputazione; l'opera ebbe una grossa influenza anche sulla Passio Artemii che ne rielabora alcuni brani.
Dall'opera appare che Filostorgio fosse in possesso di parecchi dettagli, in particolare di curiosità geografiche dei paesi più remoti, dell'Asia e dell'Africa. Incluse molti portenti, mostri, prodigi ed altre meraviglie; Fozio lo accusa di assurdità quando attribuisce miracoli a quelli che il patriarca ritiene eretici.